# Гомес, Дерлис
Дерлис Венансио Гомес Лопес (исп. Derlis Venancio Gomez Lopez; род. 2 ноября 1972, Асунсьон) — парагвайский футболист, игравший на позиции вратаря.

## Клубная карьера
Профессиональную карьеру начал в 1991 за команду «Соль де Америка», в которой провел шесть сезонов, выиграв в первом национальный чемпионат.
Своей игрой за эту команду привлек внимание представителей тренерского штаба клуба «Гуарани», в состав которого перешёл в 1997 году. Сыграл за команду из Асунсьона следующие четыре сезона.
В 2001 защищал ворота «Либертада». Через год перешел в «Спортиво Лукеньо», где сразу стал основным вратарем и сыграл более 100 матчей за клуб в чемпионате, кроме того в 2003 году был отдан в аренду в клуб «12 октября». В апреле 2003 года Гомесу было запрещено играть в соревнованиях, организованных КОНМЕБОЛ в течение 6 месяцев после положительного теста на допинг.
В течение второй половины 2006 года защищал ворота аргентинского клуба «Кильмес», но в команде не закрепился и в начале следующего года вернулся на родину в «Насьональ», с которым в 2009 году выиграл парагвайскую Клаусуру.
В 2011 году играл за «Индепендьенте» (Асунсьон), после чего отправился в команду второго дивизиона «3 февраля», где провел ещё год. Карьеру завершил в 2014 году за команду «12 октября».

## Международная карьера
Не имея в своем активе ни одного матча за сборную, Гомес был заявлен как запасной вратарь на Кубок Америки 1993 в Эквадоре, где на поле так и не вышел, а его сборная вылетела в четвертьфинале.
Его дебюта в команде пришлось подождать ещё 12 лет. Только 4 мая 2005 он дебютировал в официальных матчах в составе национальной сборной Парагвая.
В следующем году в составе сборной был участником чемпионата мира 2006 в Германии, однако снова был лишь третьим вратарем.
Последние два матча провел за сборную в 2008 году. Всего в течение карьеры в национальной команде, которая длилась 4 года, провел в форме главной команды страны только 7 матчей.

## Достижения
- Чемпион Парагвая: 1991, 2009 (Клаусура)